# KUOW-FM
A KUOW-FM a Washingtoni Egyetem tulajdonában álló, de a KUOW Puget Sound Public Radio nonprofit szervezet által működtetett, közép- és ultrarövidhullámon hallgatható rádióadó, a National Public Radio-csoport egyik legnagyobb regionális tagja; a 94,9 MHz-en sugároz. Stúdiói Seattle University District városrészében, míg az adóantennák Capitol Hill városrészben találhatóak.

## Története
1952-ben indult a 90,5 MHz-en; antennái az adminisztrációs létesítmény (ma Gerberding épület) tetején voltak. 1958-ban Dorothy Stimson Bullitt a KING-FM-et a 98,1 MHz-re költöztette és a 94,9-es frekvenciát az Edison Szakképző Iskolának adományozta. Ugyanezen évben a KUOW ezen intézményből kezdett sugározni; ezzel az ország azon kevés nem kereskedelmi rádiójának egyike lett, amelyek nem a 88 és 92 MHz közötti fenntartott sávban sugároztak. 1954 és 1987 között a National Educational Television tagtévéje, a KCTS-TV testvéradója volt.
Az 1960-as évektől egyre több hírműsora lett, 1970-re pedig az NPR-hálózat tagja lett. 1992-ben tematikája zenéről hírekre módosult, 1999-ben pedig a University Wayre költözött és fenntartója a Puget Sound Public Radio lett.
2020 márciusának végén úgy döntöttek, hogy az álhírek terjedésének megakadályozására nem közvetítik a kormányzat napi koronavírus-jelentéseit.
2022 januárjában és februárjában egy szoftverhiba miatt a 2014 és 2017 között gyártott Mazda járművek fedélzeti rendszerén nem lehetett a KUOW-ról elkapcsolni. A Mazda szerint a hibát a logó hiányzó fájlkiterjesztése, a rádió szerint viszont a 3G és az 5G hálózat interferenciája okozta.

## Hallgatóság
A csatorna saját mérése szerint hallgatottsága a 2018-as 447 100-ról 2019-re 413 600 főre csökkent, emellett podcastjeiket összesen 2,9 millió alkalommal töltötték le.
HD-ben közvetítenek; 2018. március 7-én a HD2, HD3 és HD4 alcsatornák, valamint a KUOW Jazz adó megszűntek, viszont a K214EW és KQOW-HD2 átjátszók megmaradtak. Az elsődleges analóg jelet továbbra is a HD1 alcsatornán továbbították.
A vételkörzet növelésére két átjátszóadója létezik:
- KQOW 90.3 FM (Bellingham)
- KUOW 1340 AM (Tumwater, Olympia)

## Finanszírozása
A 2019. június 30-án lezárult pénzügyi év szerint bevételük 18 732 286 $, kiadásuk 18 339 864 $, jövedelmük 392 422 $ volt. Bevételük az alábbi forrásokból származott:
- Magánszemélyek (68%)
- Vállalkozások (24%)
- Intézmények (6%)
- Adományok (2%)

## Műsorok
2014. augusztus 15-éig a KUOW, a KPBX-FM és a KFAE-FM a 67 kHz-es átjátszóadón a vakok és gyengénlátók számára a Washingtoni Hangoskönyvet és a Braille Könyvtár felolvasóműsorát sugározták.

### Zene
- The Swing Years and Beyond: 1968 és 2017 között kora huszadik századi bluest, dzsesszt és swinget játszott[13]

### Podcastek
- Battle Tactics for Your Sexist Workplace
- How’s Your Day?
- KUOW Newsroom
- KUOW Shorts
- Primed
- Radioactive
- Seattle Now
- Second Wave
- SoundQs
- Speakers Forum
- The Wild With Chris Morgan

#### How to Be a Girl
A How to Be a Girl műsorban egy Marlo Mack álnevű anya beszél transznemű gyermeke neveléséről; csecsemőkora óta figyeli, és amikor fia bejelentette, hogy lánynak érzi magát, csatlakozott egy helyi rádiós közösséghez és elkezdte a podcastet. A Peabody és Webby díjak mellett a nemzetközi British Podcast Awardsot is elnyerte, emellett a The Guardian és a Creative Boom is elismerősen nyilatkozott róla.

#### The Record
A The Record Bill Radke 2013 ősze és 2021 júliusa között sugárzott hírműsora volt. show Miután egy neonácit egy horogkeresztes karszalag miatt megvertek, Radke interjút készített a neonácival, ami miatt később nyilvánosan elnézést kellett kérnie. A péntekenként sugárzott Week in Review 1996-ban elnyerte a Szakmai Újságírók Társasága legjobb magyarázatért és elemzésért járó díját.

#### Soundside
A Soundside Libby Denkman hétfő és csütörtök között sugárzott hírműsora, amely a The Record megszűnése után indult.

#### Terrestrial
A Terrestrial Ashley Ahearn 2017 áprilisa és decembere között sugárzott környezetvédelmi podcastje volt, amiben Ahearn a klímaszorongásnak az egyénekre gyakorolt hatását mutatta be. 2017-ben az Outside magazin a legjobb zöld podcastként mutatta be, 2020-ban pedig jelölték az iHeartRadio Podcast Awards legjobb zöld podcastjének díjára. A The Guardian mellett a HuffPost is elismerően nyilatkozott róla.

## KUOW-AM
Az 1340 kHz-en fogható középhullámú átjátszóadó Tumwater településről sugároz.

## Nevezetes személyek
- Andrew Walsh, műsorvezető[34]
- Bill Radke, műsorvezető[35]
- Brie Ripley, szerkesztő[36]
- Cynthia Doyon, műsorvezető[37]
- Dana Davis Rehm, igazgatóhelyettes[38]
- Dave Beck, műsorvezető[39]
- Erin Hennessey, hírigazgató[40]
- Heather Dahl, elemző[41]
- Jill Jackson, hírigazgató[42]
- John Moe, műsorvezető[43]
- Ken Vincent, hírolvasó[44]
- Lesley McClurg, riporter[45]
- Luke Burbank, műsorvezető[46]
- Orlando de Guzman, műsorvezető[44]
- Robert Smith, tudósító[47]
- Sam Eaton, újságíró[44]

## Fordítás
- Ez a szócikk részben vagy egészben  a   KUOW-FM című angol Wikipédia-szócikk ezen változatának fordításán alapul.  Az eredeti cikk szerkesztőit annak laptörténete sorolja fel. Ez a jelzés csupán a megfogalmazás eredetét és a szerzői jogokat jelzi, nem szolgál a cikkben szereplő információk forrásmegjelöléseként.